# Пам'ятник-фонтан барону Мюнхгаузену
Пам'ятник-фонтан барону Мюнхгаузену — оригінальна скульптура-фонтан, що зображує літературного персонажа барона Мюнхгаузена, розташована в місті Хмельницькому.

## Місце розташування і автори
Пам'ятник-фонтан встановлено у дворі будинку 46 на вулиці Кам'янецькій, неподалік від центру міста.
Автори пам'ятника — Григорій Мамона та заслужений художник України (на час створення твору не мав звання) Михайло Андрійчук, скульптор Валентина Ляшко.

## Історія створення та опис
1970 року для організації дворового простору й заразом як атракцію для дітей молоді художники виконали з бетону фонтан, що зображував барона Мюнхгаузена.

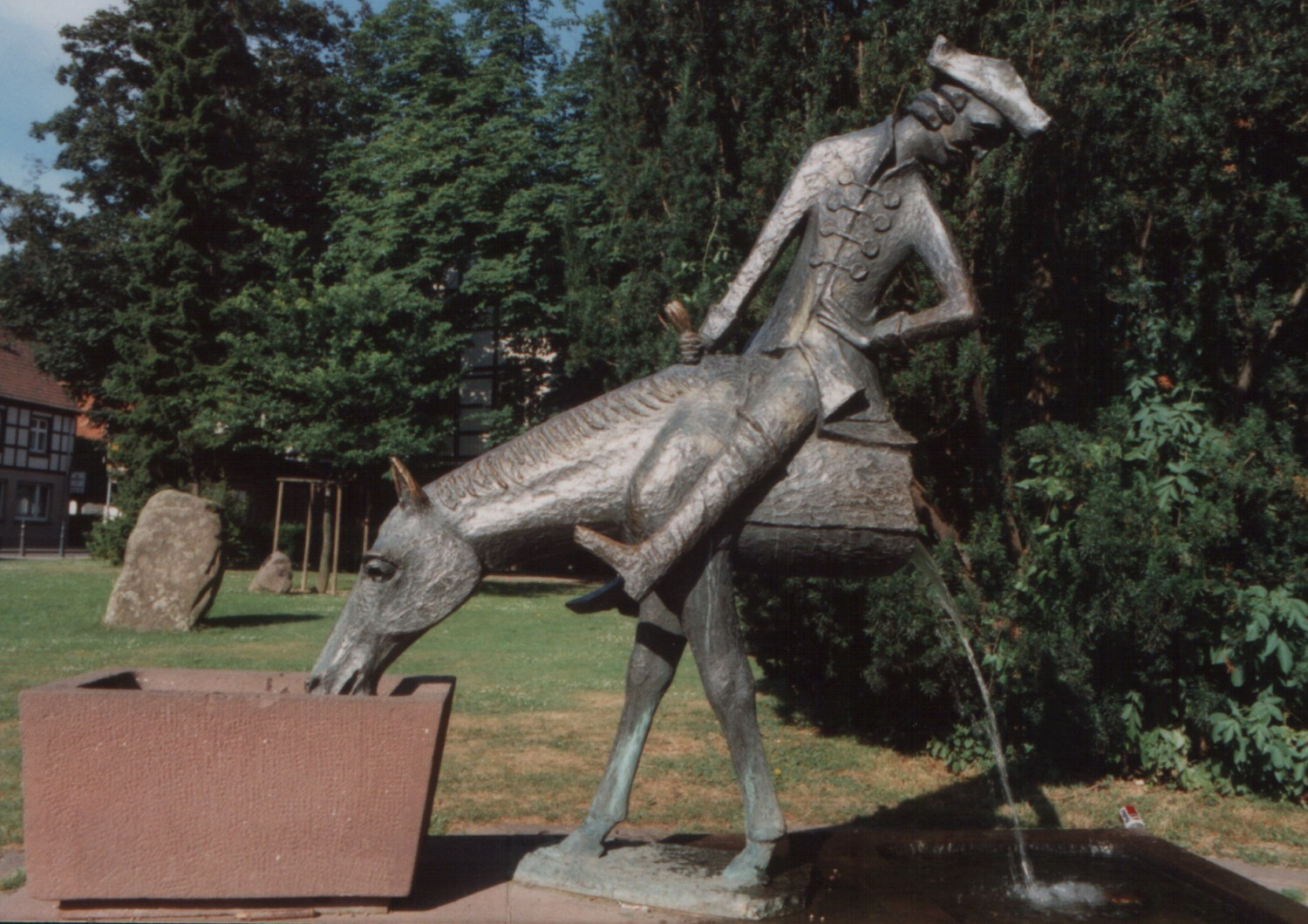
Пам'ятник-фонтан барону Мюнхгаузену в Боденвердері (ФРН)

Автори задумали зобразити всесвітньо відомого героя багатьох творів — хвалька, брехуна, що фантазуючи, переповідав начебто свої численні пригоди, у вигляді вершника на коні, однак зробили це у комічний спосіб — кінь барона Мюнхгаузена має лише передню частину, він п'є воду з бетонної діжки, і одночасно ж вода за задумом (коли фонтан діє) виливається ззаду «половинчастої шкапини», за чим із подивом спостерігає озирнувшись вершник.
Хмельницький барон Мюнхгаузен є одним з кількох пам'ятників цьому літературному персонажеві — один міститься у німецькому Ганновері, рідному місті Рудольфа Распе, автора оповідання про барона Мюнхгаузена; ще один у так званій «батьківщині барона Мюнхгаузена» — містечку Боденвердері (земля Нижня Саксонія, Німеччина). Боденвердерський бронзовий і хмельницький бетонний пам'ятники-фонтани майже тотожні. У 2000-ні були відкриті скульптура барона Мюнхгаузена біля станції метро «Молодіжна» у Москві, пам'ятний знак у Калінінграді (обидва — Росія). Є пам'ятник Мюнхаузену і в Одесі біля однойменного замку-ресторану та в Кременчуку.
У теперішній час (2020-ті) скульптура і фонтан барону Мюнхгаузену в Хмельницькому перебувають у незадовільному стані — бетон осипається, фонтан не діє. Розташування пам'ятника у дворовому закутку не зробило його широковідомим і популярним навіть у межах Хмельницького.